# Абдулазиз бин Ахмад Аль Тани
Шейх Абдулазиз бин Ахмед Аль Тани (1946—2008) — катарский государственный деятель. Член правящей династии Аль Тани.

## Биография
Абдулазиз бин Ахмед Аль Тани родился в 1946 году и был старшим сыном эмира Ахмада бин Али Аль Тани.
Абдулазиз занимал должность министра здравоохранения Катара в период с 1967 года по 1972 год и был главой Красного Полумесяца. Шейх Абдулазиз, так же был наследным принцем Катара. Однако 22 февраля 1972 года, премьер-министр Катара Халифа бин Хамад Аль Тани, сверг его отца Ахмада бин Али Аль Тани в результате бескровного переворота и сам пришёл к власти, шейх Абдулазиз был исключён из линии престолонаследования.
После переворота 1972 года Абдулазиз переехал в Саудовскую Аравию. Скончался 14 февраля 2008 года в Джидде Похоронен на Аль-Райянском кладбище в Катаре.

## Семья

### Братья и сёстры
У шейха Абдулазиза было 6 полнородных братьев и 1 полнородная сестра:
- Шейх Насер бин Ахмад Аль Тани
- Шейх Хамада бин Ахмад Аль Тани
- Шейх Сауд бин Ахмад Аль Тани
- Шейха Мунира бинт Ахмад Аль Тани
- Шейх Абдалла бин Ахмад Аль Тани
- Шейх Халид бин Ахмад Аль Тани
- Шейх Мансур бин Ахмад Аль Тани

### Сыновья и внуки
У шейха Абдулазиза было пятнадцать сыновей :
- Шейх Халид бин Абдулазиз бин Ахмед Аль Тани
  - Шейх Ахмед бин Халид бин Абдулазиз Аль Тани
  - Шейх Абдуллах бин Халид бин Абдулазиз Аль Тани
  - Шейх Хамад бин Халид бин Абдулазиз Аль Тани
  - Шейх Султан  бин Халид бин Абдулазиз Аль Тани
  - Шейх Фейсал бин Халид бин Абдулазиз Аль Тани
- Шейх Абдуллах бин Абдулазиз бин Ахмед Аль Тани
  - Шейх Абдулазиз бин Абдуллах бин Абдулазиз Аль Тани
  - Шейх Ахмед бин Абдуллах бин Абдулазиз Аль Тани
  - Шейх Али бин Абдуллах бин Абдулазиз Аль Тани
- Шейх Халифа бин Абдулазиз бин Ахмед Аль Тани
  - Шейх Абдаулазиз бин Халифа бин Абдулазиз Аль Тани
  - Шейх Ахмед бин Халифа бин Абдулазиз Аль Тани
  - Шейх Мохаммед бин Халифа бин Абдулазиз Аль Тани
  - Шейх Нассер бин Халифа бин Абдулазиз Аль Тани
- Шейх Мохаммед бин Абдулазиз бин Ахмед Аль Тани
  - Шейх Хамад бин Мохаммед бин Абдулазиз Аль Тани
  - Шейх Ахмед бин Мохаммед бин Абдулазиз Аль Тани
  - Шейх Нассер бин Мохаммед бин Абдулазиз Аль Тани
  - Шейх Джасим бин Мохаммед бин Абдулазиз Аль Тани
  - Шейх Абдулазиз бин Мохаммед бин Абдулазиз Аль Тани
- Шейх Талал бин Абдулазиз бин Ахмед Аль Тани
  - Шейх Хамид бин Талал бин Абдулазиз Аль Тани
  - Шейх Джасим бин Талал бин Абдулазиз Аль Тани
  - Шейх Абдулазиз бин Талал бин Абдулазиз Аль Тани
- Шейх Хамад бин Абдулазиз бин Ахмед Аль Тани
- Шейх Али бин Абдулазиз бин Ахмед Аль Тани
  - Шейх Абдулазиз бин Али бин Абдулазиз Аль Тани
  - Шейх Ахмед бин Али бин Абдулазиз Аль Тани
  - Шейх Джасим бин Али бин Абдулазиз Аль Тани
- Шейх Ахмед бин Абдулазиз бин Ахмед Аль Тани
  - Шейх Абдулазиз бин Ахмед бин Абдулазиз Аль Тани
  - Шейх Нассер бин Ахмед бин Абдулазиз Аль Тани
- Шейх Абдуррахман бин Абдулазиз бин Ахмед Аль Тани
  - Шейх Абдулазиз бин Абдуррахман бин Абдулазиз Аль Тани
- Шейх Фахад бин Абдулазиз бин Ахмед Аль Тани
- Шейх Джассим бин Абдулазиз бин Ахмед Аль Тани
- Шейх Хассан бин Абдулазиз бин Ахмед Аль Тани
- Шейх Юсуф бин Абдулазиз бин Ахмед Аль Тани
- Шейх Абдулазиз бин Абдулазиз бин Ахмед Аль Тани